# 月蔵山
月蔵山（がつぞうざん）は、長野県伊那市高遠町にある山である。
旧高遠町中心部から東側に位置する。標高1,192m。別称、つきくらやま。

## 周辺の地理・施設
- 国道152号
- 道の駅南アルプスむら長谷
- 美和湖
  - 美和ダム
- 藤沢川
- 高遠テレビ・FM中継局